# Lorne Campbell Webster
Pour les articles homonymes, voir Webster.
Lorne Campbell Webster (30 septembre 1871-27 septembre 1941) est un homme politique et financier canadien au Québec. Il est sénateur fédéral conservateur de la division sénatoriale de Stadacona de 1920 à 1941.

## Biographie
Né à Québec, Webster étudie au Quebec High School (en) et au Montmagny College. Il entre dans l'entreprise familiale de distribution de mazout et procède à l'achat de nombreuses autres entreprises dont la Canadian Oil Companies (en).
Webster meurt en fonction à Montréal en 1941.

## Famille
Son petit-fils, Lorne Webster (1928-2004), est un homme d'affaires fondateur du Prenor Group Limited et copropriétaire et cofondateur des Expos de Montréal.
Sa conjointe est la nièce de George Taylor (en) (1840-1919), député de Leeds-Sud (1882-1911) et sénateur de la division de Leeds (1911-1919).